# Agathisanthemum globosum
Agathisanthemum globosum là một loài thực vật có hoa trong họ Thiến thảo. Loài này được (Hochst. ex A.Rich.) Klotzsch mô tả khoa học đầu tiên năm 1861.